# كأس كولومبيا 2013
كأس كولومبيا 2013 (بالإسبانية: Copa Colombia 2013)‏ هو موسم من كأس كولومبيا. كان عدد الأندية المشاركة فيه 36، وفاز فيه أتلتيكو ناسيونال.